# Brunswick (rzeka)
Brunswick – rzeka w Australii, w południowo-zachodniej części stanu Australia Zachodnia. Ma 48 km długości. Wypływa w paśmie górskim Darling Range, płynie głównie w kierunku południowym i południowo-zachodnim. Uchodzi do rzeki Collie w pobliżu miejscowości Australind. Dopływy rzeki to Ernest, Augustus, Frederic, Lunenburgh, Elvira Gully i Wellesley. Rzeka została nazwana przez gubernatora Jamesa Stirlinga w 1830 roku na cześć Ernesta Augusta I, księcia Brunszwik-Lüneburg i króla Hanoweru.